# Яо, Эндрю
Э́ндрю Я́о Цичжи́ (англ. Andrew Chi-Chih Yao, кит. упр. 姚期智, пиньинь Yáo Qīzhì; 24 декабря 1946 года, Шанхай, Китай) — китайский и прежде американский учёный в области теории информатики. Профессор университета Цинхуа (Пекин). Член Национальной академии наук США (1998). Иностранный член Китайской академии наук (2004), с 2017 года — действительный член (академик). Лауреат премий Кнута (1996) и Тьюринга (2000), а также Киото (2021). Основные работы — в области теории сложности вычислений и квантовой криптографии.

## Биография
Окончил Государственный университет Тайваня со степенью бакалавра по физике в 1967 году. Затем получил две степени доктора философии — по физике в Гарвардском университете (1972), и по информатике в университете Иллинойса в Урбане-Шампэйн (1975). Затем работал год в MIT, с 1976 по 1981 годы в Стэнфорде, ещё год в Беркли. В 1982 году стал полным профессором в Стэнфорде и остался там до 1986 года, затем преподавал до 2004 года в Принстонском университете, где продолжил исследования алгоритмов и теории сложности вычислений. С 2004 года — профессор в Центре перспективных исследований при университете Цинхуа в Пекине.
В качестве приглашённого учёного работал в исследовательских центрах корпораций IBM и DEC, в Bell Labs, Xerox и Microsoft. Под руководством Яо защищено более 20 диссертаций.
В 2015 году отказался от гражданства США.
Член Американской академии искусств и наук. Почётный член Ассоциации вычислительной техники, Американского математического общества, IEEE, SIAM.
Супруга — профессор Фрэнсис Яо, учёный в области информатики и области вычислительной геометрии, алгоритмов и криптографии.

## Награды и отличия
- Премия Пойи SIAM (1987)
- Стипендия Гуггенхайма (1991)[7]
- Премия Кнута (1996)
- Премия Тьюринга (2000) — «за фундаментальный вклад в теорию вычислений, включающему, основанную на понятии сложности вычисления, теорию генерации псевдослучайных чисел, криптографию, и коммуникационную сложность»[8]
- Премия Киото (2021)